# چرخ‌دنده‌های جنگ ۳
چرخ‌دنده‌های جنگ ۳ (به انگلیسی: Gears of War 3) یک بازی ویدئویی به سبک تیراندازی سوم شخص است که توسط اپیک گیمز ساخته‌شده و بوسیلهٔ استودیو مایکروسافت برای کنسول اکس‌باکس ۳۶۰ منتشر شد. بازی ابتدا قرار بود در تاریخ ۸ آوریل، ۲۰۱۱ عرضه شود، اما با تأخیر مواجه شد و در نهایت در ۲۰ سپتامبر ۲۰۱۱ منتشر شد. این بازی سومین قسمت از مجموعه بازی‌های چرخ‌دنده‌های جنگ به‌شمار می‌آید. دنباله‌ای برای این بازی تحت عنوان چرخ‌دنده‌های جنگ ۴ در ۱۱ اکتبر ۲۰۱۶ عرضه شد.